# 柏木健宏
柏木 健宏（かしわぎ たけひろ、1981年5月8日 -）は、地方競馬・大井競馬場東京都騎手会に所属していた元騎手である。父で元騎手・調教師の柏木一夫、祖父柏木三郎も元調教師。

## 来歴
井上弘之厩舎から騎手デビュー。2000年10月13日大井競馬第9競走マーキュリー賞（B2三組B3一組）5番人気ミラーズミガで初騎乗（13頭立て10着）。同年10月15日大井競馬第2競走3歳条件戦を4番人気マルカミシルで勝利し、初勝利。
一時半年間ほど騎乗を自粛、その後柏木一夫厩舎に所属変更し、騎乗を再開する。
2004年地方競馬通算100勝達成。
2006年6月25日2回福島4日目第11競走福島テレビオープンでウエノマルクンに騎乗のため遠征し、同日第2競走3歳未勝利戦ノーブルウィングで中央競馬初騎乗（15頭立て13番人気14着）。
2008年3月27日大井競馬第2競走C3 4歳選抜牝馬を5番人気ショウリノマツリで優勝し、地方競馬通算200勝を達成した。
2009年11月11日第9回川崎競馬3日目第10競走第9回ローレル賞をキョウエイトリガーで優勝（14頭立て8番人気）し、重賞初制覇。
2010年6月4日第4回大井競馬5日目第4競走2歳新馬戦をネコマンザイで優勝（5頭立て2番人気）し、4902戦目で地方競馬通算300勝達成。
地方通算成績は7145戦460勝・2着544回・3着558回・勝率6.4%・連対率14.1%（2013年11月1日現在）
中央通算成績は6戦0勝。
フジノウェーブの調教をつけていることでも知られていた。2010年5月5日第22回かしわ記念で実戦騎乗も果たした（14頭立て7番人気7着）。
2013年11月4日付で東京都騎手会に所属変更する。
2019年6月4日、大井競馬第4競走で5頭落馬の多重事故に巻き込まれて落馬。後続馬に頭部を踏まれる形で負傷し病院に搬送され、一時意識不明の重体に陥った。同月13日に意識を回復したがその間に骨折箇所（左踝、肋骨、鎖骨）の手術、右大腿部脱臼の処置が行われ、集中治療が続いていた。3年近くの療養の後、乗り運動もこなすようになるなど回復していたが、2023年3月31日付で騎手を引退する事が発表された。同年3月30日、同様に3月末をもって定年のため調教師を引退する実父の柏木一夫の勇退セレモニーにも姿を見せ、花束を贈呈した。

## 主な騎乗馬
- キョウエイトリガー（2009年ローレル賞）
- タカオセンチュリー（2011年アフター5スター賞）
- ニシノラピート（2014年しらさぎ賞）
- ソッサスブレイ（2017年東京湾カップ）